# Module de Specht
En mathématiques, et particulièrement en algèbre, un module de Specht est une représentation des groupes symétriques, étudiée par Wilhelm Specht en 1935. Ces modules sont indexés par des partitions et, en caractéristique 0, les modules de Specht des partitions d'un entier n forment un ensemble complet de représentations irréductibles du groupe symétrique sur n éléments.

## Définition

Diagramme de Young pour la partition (5,4,1).

Un tableau de Young pour la partition (5,4,1).

On considère une partition v de l'entier n et on fixe un anneau commutatif k . La partition détermine un diagramme de Young à n cases. Un tableau de Young de forme λ est une façon de remplir les cases de ce diagramme de Young par des nombres distincts {\displaystyle 1,\dots ,n} .
Un tabloïd est une classe d'équivalence de tableaux de Young où deux étiquetages sont équivalents si l'un est obtenu à partir de l'autre en permutant les entrées des lignes. Pour un tableau de Young {\displaystyle T}, on note  {\displaystyle \{T\}} le tabloïd correspondant. Le groupe symétrique sur n éléments agit sur l'ensemble des tableaux de Young de forme λ. Par conséquent, il agit sur les tabloïds, et sur le k-module libre V engendré par les tabloïds.
Étant donné un tableau de Young T de forme λ, soit 
{\displaystyle E_{T}=\sum _{\sigma \in Q_{T}}\epsilon (\sigma )\{\sigma (T)\}\in V}
où {\displaystyle Q_{T}} est le sous-groupe de permutations qui préservant (en tant qu'ensembles) les colonnes de T et où {\displaystyle \epsilon (\sigma )} est la signature de la permutation {\displaystyle \sigma } . Le module de Specht de la partition λ est par définition le module engendré par les éléments {\displaystyle E_{T}} quand T parcourt l' ensemble des tableaux de forme λ.
Une base du module de Specht est formé des éléments de {\displaystyle E_{T}} pour T un tableau de Young standard.
Une introduction à la construction du module de Specht peut être trouvée dans la section 1 du chapitre « Specht Polytopes and Specht Matroids » .

## Structure
Sur des corps de caractéristique 0, les modules de Specht sont irréductibles et forment un ensemble complet de représentations irréductibles du groupe symétrique.
Sur des corps de caractéristique p >0, la situation est un peu plus complexe : une partition est dite p-régulière si elle ne comporte pas p parties qui sont de même taille positive. En caractéristique  p >0, les modules de Specht peuvent être réductibles. Pour les partitions p-régulières, elles ont un quotient irréductible unique, et ces quotients irréductibles forment un ensemble complet de représentations irréductibles.